# Michel Ciry
Michel Ciry né à La Baule le 31 août 1919 et mort à Varengeville-sur-Mer le 26 décembre 2018 est un peintre, graveur, écrivain et compositeur français.

## Biographie

### Peintre et graveur
Élève à l'École des Arts appliqués Duperré à Paris de 1934 à 1937, Michel Ciry grave son premier cuivre en 1935 et débute à l'exposition « Artistes de ce Temps » au Petit Palais en 1938.
Il est nommé sociétaire à la Société des peintres-graveurs français en 1941.
Pendant l'Occupation, il fait partie du milieu officiel des artistes proches du régime de Vichy. Pourtant, il participe aux concerts de la Pléiade. 
Parallèlement à son œuvre gravé personnel, il produit de nombreuses illustrations pour des éditions de bibliophilie. À partir des années 1960, il vit et travaille en Normandie à Varengeville-sur-Mer. Il fut un hôte assidu de Sainte-Maxime, dans sa villa du quartier du Sémaphore.
En 2000, Michel Ciry a créé avec ses amis le prix international de gravure Michel-Ciry, qui récompense les graveurs de talent amateurs ou professionnels.
Son frère Jacques Ciry (1914-1982) est également artiste peintre.

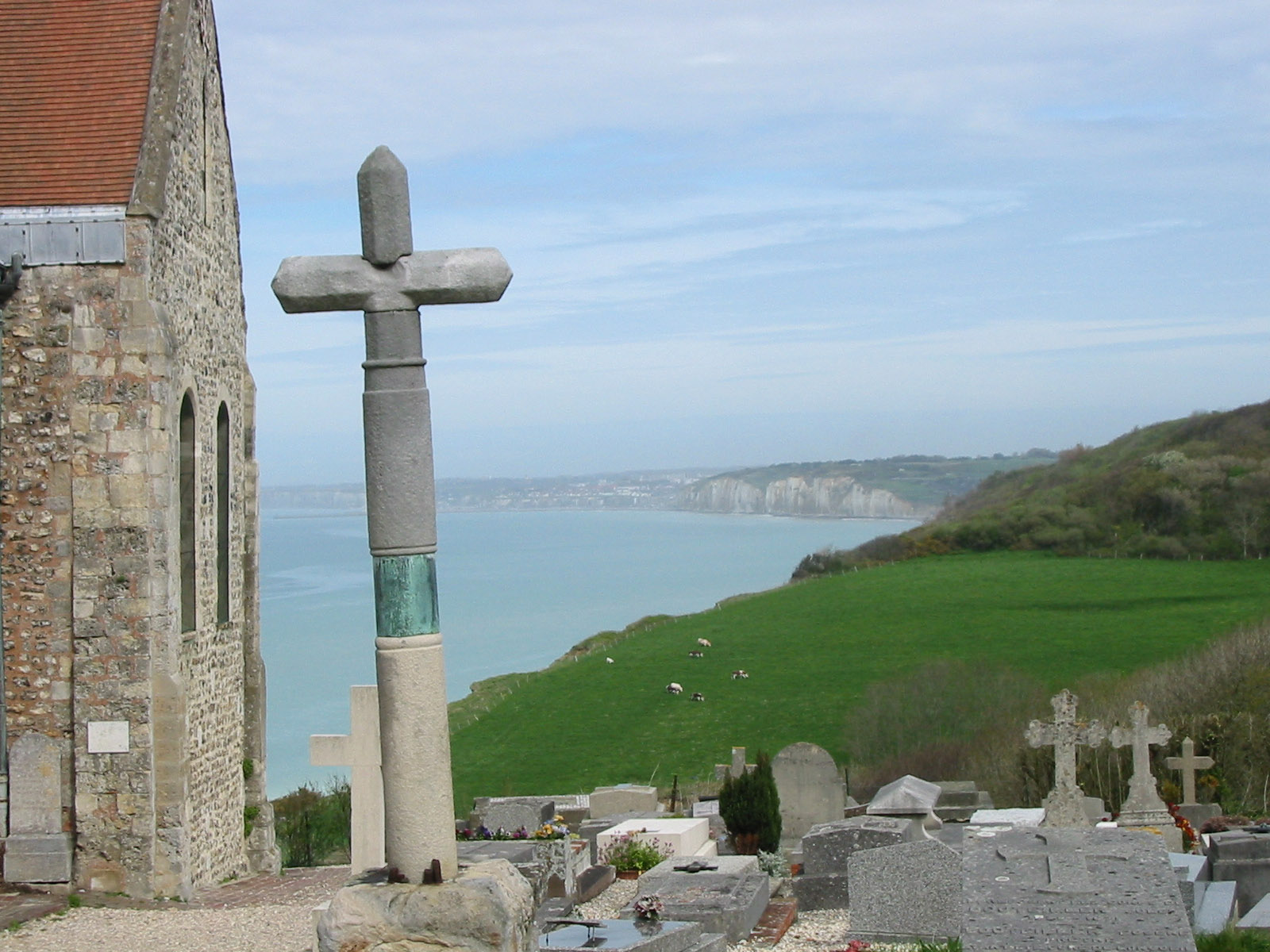
Cimetière marin de Varengeville-sur-Mer

Un musée voulu, financé et agencé par l'artiste ouvre en 2012 à Varengeville-sur-Mer dans une extension de sa propriété, exposant plus d'une centaine de ses œuvres. Des événements, conférences, expositions temporaires, y sont également organisés.
Mort le 26 décembre 2018, Michel Ciry est inhumé le 2 janvier 2019 au cimetière marin de Varengeville-sur-Mer,,,.

### Philatélie
Pour les postes françaises, Michel Ciry a dessiné quatre timbres-poste :
- le 1,50 franc sur Charles Gounod en 1944, gravé par Charles-Paul Dufresne[12] ;
- le 15 francs sur Jean-Jacques Rousseau en 1956, gravé par René Cottet[13] ;
- le 2 francs sur Saint François d'Assise en 1982, gravé par Claude Jumelet[14] ;
- et le 3,70 francs sur Francis Jammes en 1995, gravé par Claude Jumelet, mis en page par Charles Bridoux.

### Compositeur

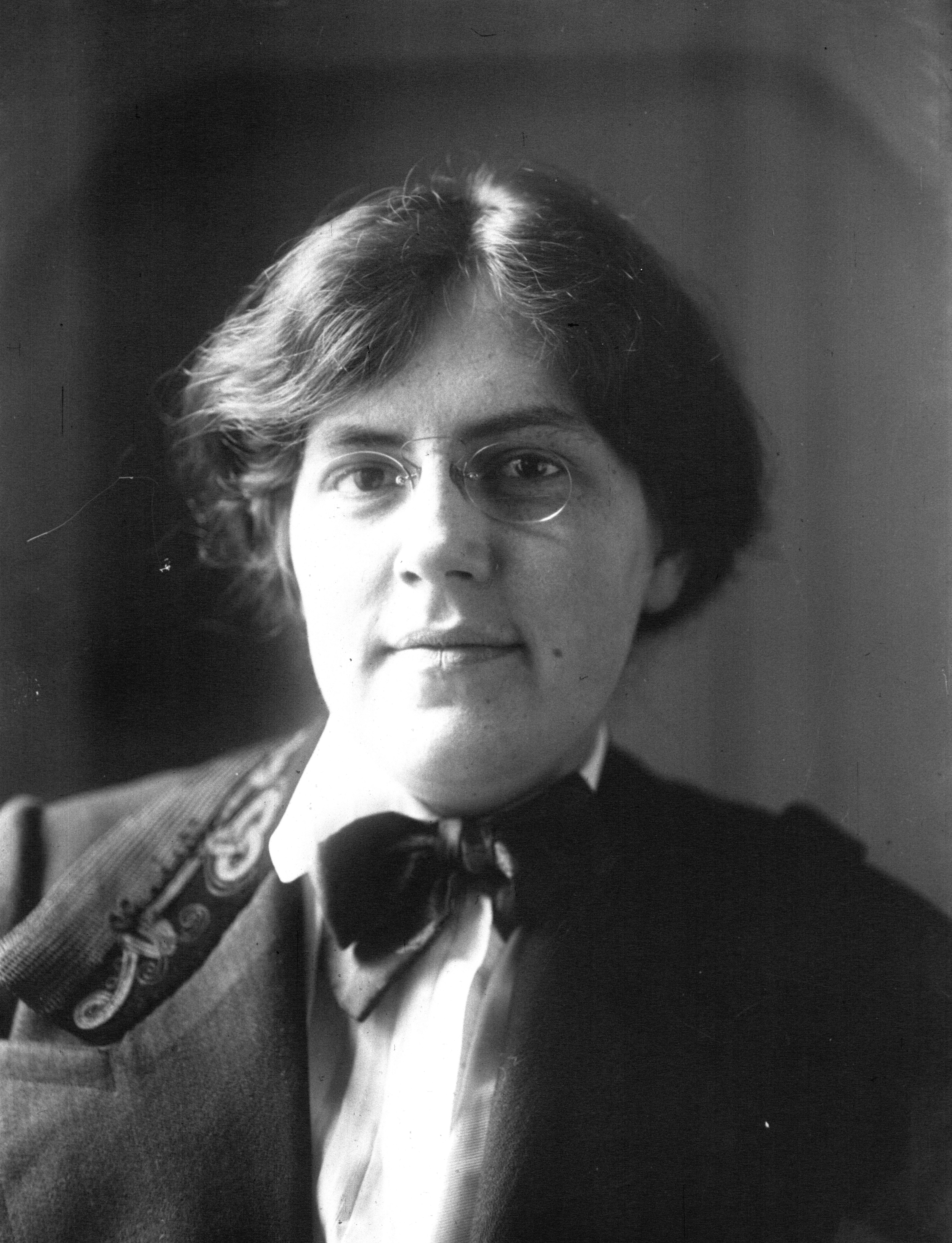
Nadia Boulanger

Élève de Nadia Boulanger, Michel Ciry compose jusqu'en 1958 des œuvres musicales essentiellement religieuses, dont une Symphonie sacrée pour voix d'alto et orchestre (1958), Concerto pour 15 instruments à vent et percussion (1956), Stèle pour un héros (1949), Pieta (1950), Mystère de Jésus (1953), Deux ballades (1949-1956), Préludes et Quatuor à cordes (1955) et des cycles de mélodies (1941-1950). Il fut interprété au festival de Darmstadt en 1951 et 1952, au festival de Donaueschingen en 1957.

### Écrivain
À partir de 1942, Michel Ciry tient son journal dont le premier volume est publié en 1971. Les 36 tomes parus du Journal se présentent sous forme de notes rédigées au jour le jour. Dans un style châtié, il y expose ses goûts et dégoûts esthétiques, notamment son exécration de l'art contemporain. Faute d'éditeur, la parution s'interrompt en 2011. Michel Ciry fut plusieurs fois et sans succès candidat à l'Académie française.

## Publications

### Journal
- Le Temps des promesses, 1er janvier 1942 - 14 juillet 1949, Plon 1979.
- La vie est une ombre, 1945-1952, Buchet / Chastel, 1992.
- Pour l'amour de vous, 1953-1956, Buchet / Chastel, 1992.
- Les Réalités impalpables, 20 juin 1956 - 16 mars 1959, Buchet / Chastel, 1993.
- D'Assise à Manhattan, 18 mars 1959 - 12 mars 1963, Buchet / Chastel, 1994.
- Le Temps du refus, 1er janvier 1968 - 30 décembre 1969, Plon, 1971[19].
- Le Buisson ardent, 1er janvier 1970 - 31 décembre 1970, Plon, 1973.
- Les Armes de lumière, 1er janvier 1971 - 31 décembre 1971, Plon, 1974.
- Amour et Colère, 1er janvier 1972 - 29 décembre 1973, Plon, 1976.
- Détruire la nuit, 1er janvier 1974 - 31 juillet 1975, Plon, 1977.
- L'Approche du soir, 31 juillet 1975 - 14 février 1978, Plon, 1978.
- Mon beau souci, 16 février 1978 - 29 septembre 1979, Plon, 1981.
- La Meilleure Part, 29 septembre 1979 - 7 décembre 1980, Plon, 1982.
- Puisque tout est grâce, 8 décembre 1980 - 2 mai 1982, Plon, 1983.
- Au plaisir de Satan, 3 mai 1982 - 9 août 1983, Plon, 1984.
- Le Temps des faux dieux, 5 août 1983 - 12 juin 1984, Plon, 1985.
- La Chute des âmes, 14 juin 1984 - 14 juin 1985, Plon, 1986[17].
- Les Nourritures célestes, 15 juin 1985 -  31 mars 1986, Plon, 1987.
- La Passion de l'amitié, 1er avril 1986 - 11 février 1987, Plon, 1987.
- Vive Don Quichotte, 12 février 1987 - 24 novembre 1987, Buchet / Chastel, 1992.
- Brisons nos fers, 26 novembre 1987 - 27 août 1988, Buchet / Chastel, 1992.
- Soyons des guetteurs, 27 août 1988 - 9 août 1989, Buchet / Chastel, 1994.
- Alceste avait raison,  12 août 1989 - 7 décembre 1990, Buchet / Chastel, 1994..
- Il se fait tard, 8 décembre 1990 - 4 avril 1992, Buchet / Chastel, 1995.
- Regardons les étoiles, 5 avril 1992 - 29 juillet 1993, Éditions Bertout, Luneray, 1998.
- Le Creux de la vague, 30 juillet 1993 - 31 août 1994, Éditions Bertout, Luneray, 1999.
- Contre vents et marées, 1er septembre 1994 - 13 juillet 1995, Éditions Bertout, Luneray, 2000.
- Le Temps des naufrages, juillet-1995 - août 1996, Éditions Bertout, Luneray, 2001.
- Guérir ce qui est blessé, 20 août 1996 - 9 septembre 1997, Éditions Bertout, Luneray, 2002.
- Ne pensons plus au passé, 30 septembre 1997 - 10 septembre 1998, Éditions Bertout, Luneray, 2003.
- Le Temps des pardons, 11 septembre 1998 - 8 décembre 1999, Éditions Bertout, Luneray, 2004.
- Les Flambées crépusculaires, 9 décembre 1999 - 27 février 2001, Éditions Bertout, Luneray, 2005.
- Soyons des rebelles, 28 février 2001 - 28 juillet 2002, Ellébore éditions, 2009.
- En toute indépendance, 29 juillet 2002 - 9 septembre 2003, Ellébore éditions, 2009.
- Veillons à ne jamais être négligeable, 11 septembre 2003, 28 septembre 2004, Ellébore éditions, 2010.
- Un train d'enfer, 28 septembre 2004 - 14 novembre 2005, Ellébore éditions, 2011.

### Ouvrages illustrés par Michel Ciry
- 1942 :
  - Lil Boël, Fosse commune des misères, 1 eau-forte originale de Michel Ciry, Guy Le Prat, Paris.
  - Dominique Vivant Denon, Point de lendemain, conte libertin, 15 eaux-fortes.
  - Jean Lorrain, Villa mauresque.
  - Henry de Montherlant, La Reine morte, 10 eaux-fortes originales de Michel Ciry, 271 exemplaires numérotés, Henri Lefèbvre éditeur..
- 1943 : 
  - Eugène Fromentin, Dominique, 74 pointes-sèches de Michel Ciry, 200 exemplaires numérotés, Jean Porson éditeur, Paris.
  - Pierre Ronsard, Joachim du Bellay, Louise Labé, Rémy Belleau, Étienne Jodelle, Agrippa d'Aubigné, José Maria de Heredia (préface d'Yves-Gérard Le Dantec), Sonnets d'amour, frontispice d'André Dunoyer de Segonzac, vignette de titre et bandeau de Robert Bonfils, eaux-fortes de Camille Berg, Michel Ciry, Luc-Albert Moreau, Jean-Gabriel Daragnès, Jean Frélaut, Maurice Savin, André Jacquemin, Demetrios Galanis, Henri Vergé-Sarrat, Jacques Boullaire, Roger Wild, Jean-Eugène Bersier, Hermine David, Marie Laurencin, Henry de Waroquier, Édouard Goerg, André Dignimont, Yves Brayer, 326 exemplaires numérotés, Compagnie française des Arts Graphiques, Paris.
- 1944 : Sacha Guitry, Deburau, 6 eaux-fortes de Michel Ciry, 313 exemplaires numérotés, Compagnie Française des Arts Graphiques, Paris.
- 1945 : 
  - Pierre Heuyer, Leçons de ténèbres, pointes-sèches de Michel Ciry, Le Garrec éditeur, Paris.
  - Gérard de Nerval, Sylvie - Souvenirs du Valois, 46 pointes-sèches de Michel Ciry, 225 exemplaires numérotés, Jean Porson éditeur, Paris.
- 1947 : 
  - Francis Jammes (préface de Paul Claudel), Poèmes, frontispice et 57 eaux-fortes de Michel Ciry, 120 exemplaires numérotés, Les Bibliophiles franco-suisses.
  - Apollinaire, Il y a, 2 lithographies originales de Michel Ciry, Editions Grégoire Paris.
- 1948 :
  - Madame de La Fayette, La Princesse de Clèves, frontispice ; Paris : Delamain et Boutelleau, coll. « Cent romans français ».
  - Maurice Toesca, Histoires de bêtes, eaux-fortes.
  - Armand Bernier, Il y a trop d'étoiles, 1 pointe sèche originale de Michel Ciry, 116 exemplaires numérotés.
- 1949 : Henry de Montherlant, La Relève du matin, 30 pointes sèches.
- 1950 :
  - Benjamin Constant, Adolphe, 21 gravures en taille-douce par Michel Ciry, 275 exemplaires numérotés, Éditions du Grand-Chêne / Henri Kaeser, Paris.
  - Sacha Guitry, Cinq comédies, illustrations de Guy Arnoux, Brissaud, Michel Ciry, Louis Touchagues, Roger Wild ; bois gravés par Henri Jadoux.
- 1951 : 
  - Gustave Flaubert, Madame Bovary.
  - Jean-Paul Sartre, La Nausée, 1 lithographie originale de Michel Ciry, André Sauret éditeur, Paris.
- 1952 : 
  - Pierre Girardeau, Poèmes, 2 eau-fortes originales de Michel Ciry, 200 exemplaires numérotés, Aux dépens de l'auteur.
  - Maurice Toesca, La Nativité, 15 eaux-fortes originales de Michel Ciry, 150 exemplaires numérotés, Maurice Sautier éditeur, Paris.
- 1953 : 
  - Gérard Bauër, Histoire d'un palais de Paris : l'Élysée, gravures de Dunoyer de Segonzac, André Jacquemin et Michel Ciry.
  - Guy de Maupassant, Farce normande, 32 eaux-fortes originales de Michel Ciry, Société normande du livre illustré.
- 1955 :
  - Franz Kafka (traduction d'Alexandre Vialatte), La Métamorphose et autres nouvelles, eau-forte de Michel Ciry en frontispice, 300 exemplaires numérotés, Imprimerie nationale André Sauret.
  - Julien Green, Le Voyageur sur la terre, 41 eaux-fortes de Michel Ciry, 168 exemplaires numérotés, Société des Francs-Bibliophiles, Paris.
- 1957 : Emily Brontë, Les Hauts de Hurlevent.
- 1960 : Emmanuel Arly (préface de Lucien Clarenson), Poèmes en arc-en-ciel, 8 dessins de Michel Ciry, Les Cahiers des poètes de notre temps, no 233.
- 1964 : Paul Claudel, L'Annonce faite à Marie.
- 1965 : François Mauriac, Œuvres romanesques, 2 tomes, Paris, Flammarion.
- 1966 : 
  - Edgar Allan Poe, Trois histoires extraordinaires.
  - Pierre Mazars, Michel Ciry, 1 eau-forte originale de Michel Ciry, 40 exemplaires, Pierre Cailler, Genève.
- 1967 : Ambrose Bierce, The Monk and the Hangman's Daughter (adaptation).
- 1968 : François Mauriac, Génitrix, 11 gravures originales de Michel Ciry, 140 exemplaires numérotés, Les Centraux bibliophiles.
- 1970 : Blaise Pascal, Le Mystère de Jésus, 10 eaux-fortes originales de Michel Ciry, Société des Bibliophiles de l'Est.
- 1971 : Arlequins, Carnets de dessins, 1 eau-forte originale de Michel Ciry, La Bibliothèque des Arts.
- 1975 : Pierre Borain, Cantate, gravure originale de Michel Ciry, 50 exemplaires numérotés, éditions Chambelland.
- 1978 : Alexis Carrel, La Prière.

## Collections publiques

### Australie
- Melbourne, National Gallery of Victoria, Le bateau, lithographie[20].

### Autriche
- Vienne, palais Albertina[2].

### États-Unis
- Washington, National Gallery of Art, 5 gravures[21].

### France
- Chatou, musée Fournaise, Le nymphée de Chatou, estampe[22].
- Dieppe, château de Dieppe.
- Mulhouse, Musée des Beaux-Arts.
- Paris :
  - Département des estampes et de la photographie de la Bibliothèque nationale de France[23].
  - Musée d'art moderne de la ville de Paris, Vergers à Chatou, huile sur toile 97 × 130 cm, 1962[24].
  - Musée du Petit Palais.
  - Préfecture de Paris, Les dragueurs, huile sur toile 50 × 100 cm, 1957[24].
- Saint-Maur-des-Fossés, artothèque, Portrait d'arlequin, gravure[25].
- Sceaux (Hauts-de-Seine), Musée du Domaine départemental de Sceaux, La gare de Chatou sous la neige, huile sur toile.
- Varengeville-sur-Mer, musée Michel-Ciry[26],[27] : musée privé dédié à l'œuvre de l’artiste.

### Suisse
- Pully, musée d'art.

## Collections privées
- Roger Bésus, Bierville[28].
- François Mauriac, domaine de Malagar, Saint-Maixant (Gironde)[29].
- Alexandre de Bothuri, Saint François d Assise à l'Alverne, 1996-1999, huile sur toile, Palm Beach (États-Unis).

## Expositions

### Expositions collectives
- 1938 : Artistes de ce temps, Petit Palais, Paris[30].
- 1941 : La Société des peintres-graveurs français, Bibliothèque nationale de France, Paris.
- 1941, 1944 : Salon des moins de trente ans, Paris[24].
- 1942, 1944, 1952 : Salon d'automne, Paris[24],[31].
- 1944, 1948, 1949 : Salon des Tuileries, Paris[24].
- 1954-1959 : Salon du dessin et de la peinture à l'eau, Paris[24].
- 1956 : École de Paris, galerie Charpentier, Paris[24].
- 1956, 1957, 1959 : Salon des peintres témoins de leur temps, palais Galliera, Paris.
- 1957 : 
  - Comité national du livre illustré français, « Les chefs-d'œuvre des illustrateurs français contemporains (Jean-Gabriel Daragnès, Albert Decaris, Michel Ciry, Gabriel Dauchot, Jacques Houplain, André Minaux, Pierre-Yves Trémois) », musée-bibliothèque de Toulon, mai 1957.
  - Biennale de Paris, pavillon de Marsan, Paris[24].
  - Salon de l'art sacré, Paris.
- 1957, 1958, 1959 : Salon Comparaisons, Paris[24].
- Avril 1961 : L'amour - Michel Ciry, Lucien Fontanarosa, Michel de Gallard, Pierre Garcia-Fons, Guillemette Morand, Michel Patrix…, Galerie Epona, Paris.
- Mai 1963 : Exposition organisée à l'occasion des États généraux du désarmement, Cercle Volney, Paris.
- mars 1980 : Panorama de la peinture contemporaine : Paul Aïzpiri, Jean-Pierre Alaux, Paul Ambille, Yves Brayer, Bernard Buffet, Rodolphe Caillaux, Jean Carzou, Michel Ciry, Marcel Cramoysan, Jef Friboulet, Pierre Gautiez, Camille Hilaire, Franck Innocent, Monique Journod, Michel King, Roland Lefranc, Édouard Georges Mac-Avoy, Georges Mirianon, Jean Navarre, Marcel Peltier, Christian Sauvé, Robert Savary, Gaston Sébire, Arthur Van Hecke…, hôtel de ville de Sotteville-lès-Rouen[32].
- 1992 : De Bonnard à Baselitz - Dix ans d'enrichissements du Cabinet des estampes, 1978-1988, Bibliothèque nationale de France, Paris[23].
- 1995 : Cent créateurs pour l'église, église Saint-Jean-du-Marché de Troyes.
- Novembre 2006 - janvier 2007 : Michel Ciry, Jean-Claude Bourgeois, Georges Hosotte, Galerie d'art Ariane, Dijon.
- Février-avril 2013 : De Cuno Amiet à Zao Wou-Ki - Le fonds d'estampes Cailler, Musée d'art de Pully[33].
- Juillet-octobre 2017 : La Jeune Peinture, Musée Baron-Martin, Gray (Haute-Saône)[34].

### Expositions personnelles
- 1941 : Galerie Sagot Le Garrec, Paris (première exposition personnelle)[24].
- 1945 (Dessins et monotypes), 1947 : galerie Chardin, Paris[24].
- 1945 : Palais des beaux-arts de Bruxelles.
- 1948 : 
  - musée des beaux-arts de Leyde[24].
  - musée royal d'Anvers[24].
- 1950 : Michel Ciry - Gravures, Institut français de Barcelone[24].
- 1951 : 
  - Michel Ciry - Cent aquarelles et dessins, Palais des Beaux-Arts de Bruxelles[24].
  - musée de l'Athénée, Genève[24].
- 1953 : 
  - centre culturel de Rome[24].
  - Instituts français de Naples, Turin, Londres et Edimbourg[24].
- 1955 : Galerie Malaval, Lyon[24].
- 1958 : galerie Monique de Groote, Paris[35].
- 1960 : Galerie Finley, New York.
- Avril 1961 : galerie Dresdenere, Toronto[36].
- Novembre-décembre 1966 : galerie de Paris, Paris[37].
- 1969 : château d'Aubenas.
- 1970 : musée-château de Dieppe.
- 1972 : Michel Ciry - Gravures, aquarelles, dessins, bibliothèque municipale de Vichy, du 20 juin au 20 juillet.
- Février-mars 1976 : L'œuvre graphique de Michel Ciry, Galerie de Paris, Paris.
- Novembre 1983 - janvier 1983 : L'œuvre sacrée de Michel Ciry, Centre culturel Thibaud-de-Champagne, Troyes.
- Mars-mai 1985 : Galerie Alain Daune, Paris.
- 1986 : Michel Ciry - Aquarelles, dessins, gravures, peintures, château de Vascœuil.
- Octobre-novembre 1987 : galerie Patrick Héraud, Paris.
- Novembre 1987 - janvier 1988 : galerie Alain Daune, Paris.
- 1988 : 
  - Trente gravures de Michel Ciry, Meeting per l'amicizia fra i popoli (it), Rimini[8].
  - Michel Ciry - Rétrospective, abbatiale de Payerne.
- 1992 : Michel Ciry - Rétrospective, abbaye de Flaran.
- 1993 :
  - Musée du Gemmail, Tours.
  - Michel Ciry - Rétrospective, château d'Ardelay.
  - Michel Ciry - Peintures, aquarelles, dessins, galerie Hénot, Enghien-les-Bains[38].
- 1994 : Michel Ciry - Rétrospective, palais Martinengo, Brescia.
- 1995 : Michel Ciry - Rétrospective, hôtel du département de Vendée, La Roche-sur-Yon.
- 1997 : Michel Ciry - Œuvre graphique, Conseil régional de Haute-Normandie, Rouen.
- 1998 : Musée Napoléon, Antibes.
- 2000 :
  - Galerie Saint-Hubert, Lyon.
  - Musée des Beaux-Arts de Saint-Lô.
- 2002 : Michel Ciry - Rétrospective, galerie du Parc, Notre-Dame-de-Gravenchon.
- 2003 : Galerie Hörschelmann, Osnabrück.
- 2020 : Souvenirs des nombreux voyages de l'artiste, musée Michel-Ciry, Varengeville-sur-Mer[39].
- Juin-octobre 2025 : Valeureuses de Michel Ciry, collégiale Notre-Dame-et-Saint-Laurent d'Eu.

## Réception critique
- « Sensible aux lieux, écrira Pierre Mazars[40], au sortilège, au pourrissement malsain qui émane de quelque demeure à l'abandon, d'une maison du Pendu, d'un site maudit, sensible à la souffrance, à la vie recluse, à l'abandon des fins de vie, sensible comme seuls le sont les esprits nourris de l'Écriture, impressionnés par le drame de la Passion, allant et venant entre le besoin de montrer que les façades les plus majestueuses sont dévorées par derrière, prêtes à tomber en poudre, et le désir de rendre à la vie des objets fossilisés, Michel Ciry s'affirme, par son œuvre à la fois puissante et sincère, comme l'un des plus importants peintres d'inspiration religieuse depuis la disparition de Georges Rouault. » - Les Muses, encyclopédie des arts[30]
- « Michel Ciry est le peintre d'une certaine solitude qui atteint son expression dernière dans la vieillesse, dans le dernier âge, mais non d'une solitude sans recours. Je possède à Malagar une Sainte Face : le Christ tel qu'il le voit, et tel qui nous le montre, est un homme entre les hommes ; c'est un visage ordinaire qui ne se distingue pas du nôtre. La divinité rayonne pourtant autour de cette pauvre figure pareille à beaucoup de celles que nous croisons dans la rue. Il n'est pas de portrait, de paysage, de nature morte dans l'œuvre de Michel Ciry, que la même présence n'anime sourdement, et c'est ce qui la rend si singulière que la mort de Dieu, proclamée par Nietzsche, condamne à l'abstrait et qui ne hait peut-être la figure de l'homme que parce qu'elle lui rappelle cette âme qu'il a perdue. » - François Mauriac[38]
- « Un art austère, exigeant, une gravité, un réalisme dur, un art résolument classique et pourtant moderne par l'isolement su sujet, par la froideur du graphisme. La composition est souvent sombre, en accord avec la sévérité janséniste du thème traité. » - Gérald Schurr[41]
- « Portraitiste au style incisif, il marque cepe,da,t une prédilection pour les sujets religieux, ce qui ne l'empêche pas d'être sensible aux sujets qu'il visite et qu'il peint, notamment la Normandie àù il s'est fixé depuis 1964... Michel Ciry reste l'un des peintres d'inspiration religieuse les plus importants du XXe siècle. » - Dictionnaire Bénézit[2]
- « Dans l'œuvre de Michel Ciry, on connaît la face religieuse : elle apparaît dans ses huiles. Mais surgit aussi de l'autre côté de la toile une face plus solaire, romaine, presque sudiste. D'ailleurs la Grèce, l'Italie, l'Espagne, la Syrie et la Jordanie, terres brûlées par le soleil et sources de nos civilisations, n'ont cessé de le retenir. Michel Ciry dans ses huiles comme dans ses aquarelles est un peintre de la lumière, à la recherche de la clarté divine et du soleil païen. Il excelle aussi dans les paysages normands hivernaux, quand la blancheur recouvre la terre des hommes. Il a parfaitement saisi la force sombre du Pays de Caux. Comme Georges Braque, il a transformé notre vision du ciel normand. » - Olivier Frébourg[5]
- « Dès les années cinquante, les thèmes religieux l'inspirent plus que tous autres. Michel Ciry donne à travers son œuvre une lecture du Nouveau Testament dont il a choisi d'illustrer la Passion plutôt que l'image du Christ en gloire. On assiste peu à peu à la création de types de personnages, véritables leitmotiv d'un univers intime fécond. Le visage de la vieille femme incarne tour à tour la Vierge à la fin de sa vie et Génitrix, tout comme les portraits des moines du Barroux s'apparentent aux pèlerins d'Emmaüs ou aux prêtres des Hommages à Bernanos. Si ces êtres ont tous une signification religieuse, incarnant des saints ou des croyants, ils demeurent des hommes issus de notre quotidien et de notre temps. » - Luc Pinson[42]

## Décorations
- Commandeur de l'ordre national du Mérite.
- Chevalier de l'ordre des Arts et des Lettres.
- Officier de la Légion d'honneur. Nommé chevalier en 1974.

## Récompenses et distinctions
- 1941 : Sociétaire des peintres-graveurs français.
- 1945 : Prix national des arts[30].
- 1956 : membre du conseil supérieur de l'enseignement des beaux-arts.
- 1957 : Vice-président du Comité national de la gravure.
- 1958 : Prix Eugène-Carrière[2].
- 1962 : Grand Prix du Conseil général de la Seine.
- 1963 : 
  - Grande Médaille de vermeil de la ville de Paris[2].
  - Membre de l'Académie des Beaux-Arts de Florence.
- 1964 : Prix de l'Île-de-France.
- 1965 : Grand Prix de Montrouge.
- 1968 : Prix Wildenstein de l'Académie des beaux-arts[2].
- 1972 : médaille d'or à la biennale de Florence.
- 1984 : prix Léon-Georges Baudry de la Fondation Taylor[43].
- 1988 : membre de l'Académie royale des sciences, des lettres et des beaux-arts de Belgique.
- 1993 : prix international du Gemmail pour Adieu de Jésus à Marie.